# Remco de Ridder
Remco de Ridder (Den Haag, 1983) is een Nederlandse freelance journalist, copywriter, podcastmaker en schrijver.
De Ridder studeerde Film Studies aan de Universiteit van Amsterdam en screenwriting aan de New York Film Academy. De Ridder werkt sindsdien als freelance copywriter en journalist. Hij schreef meerdere opiniestukken over de ramp met MH17, die werden gepubliceerd in de Volkskrant en Het Parool. In die kranten schrijft hij regelmatig ook over andere onderwerpen.

## Een sky full of gedoofde lichtjes
In 2018 debuteerde hij met de autobiografische roman Een sky full of gedoofde lichtjes, over angst en de impact op de nabestaanden van de ramp met Malaysia Airlines-vlucht MH17, waarbij hij vier naaste familieleden verloor; een compleet gezin bestaande uit zijn halfzus met haar man en twee kleine kinderen.

## Prins Bira Podcast
De Ridder maakt met jeugdvriend René Andriesen de Prins Bira Podcast, waarin ze de uitdagingen en verleidingen van het leven bespreken, vaak boven nostalgische soundtracks met meerstemmige zang. Tussendoor kijken ze Formule 1.